# Nan Geng
Nan Geng (南庚) (XIV-XIII a. C.) fue un rey de China de la dinastía Shang.
En las Memorias históricas, Sima Qian le coloca en el puesto decimoséptimo de la lista de reyes Shang, sucediendo a su primo,  Zu Ding. Fue entronizado en el año de Bingchen (丙辰), con Bi (庇) como su capital. En su tercer año de reinado, trasladó la capital a Yan (奄). Gobernó alrededor de 29 años, antes de morir. Le fue dado el nombre póstumo de Nan Geng, y fue sucedido por el hijo de su primo, Yang Jia.
Inscripciones sobre huesos oraculares desenterrados en Yinxu dan, como dato alternativo, que fue el decimosexto de los reyes Shang.